# Posthumanizam
Posthumanizam (što znači "poslije humanizma " ili "izvan humanizma") je teorijski pojam s najmanje sedam definicija prema filozofu Francesci Ferrandu :
1. Antihumanizam : svaka teorija koja je kritična prema tradicionalnom humanizmu i tradicionalnim idejama o čovječanstvu i ljudskom stanju .[2]
2. Kulturni posthumanizam : odjeljak kulturne teorije kritična prema temeljnim pretpostavkama humanizma i njegovog naslijeđa[3] koja ispituje i propituje povijesne pojmove "ljudske" i "ljudske nature", često dovodeći u pitanje tipične pojmove ljudske subjektivnosti i utjelovljenja[4] i nastoji pogurati se dalje od arhaičnih koncepata " ljudske prirode " kako bi razvio one koji se stalno prilagođavaju suvremenom tehnoznanstvenom znanju.[5]
3. Filozofski posthumanizam : filozofski smjer[6] koji se oslanja na kulturni posthumanizam, filozofski dio ispituje etičke implikacije širenja kruga moralnih briga i širenja subjektivnosti izvan ljudske vrste.[4][7]
4. Posthumano stanje : dekonstrukcija ljudskog stanja od strane kritičkih teoretičara .[8]
5. Posthumani transhumanizam : transhumanistička ideologija i pokret koji nastoji razviti i učiniti dostupnim tehnologije koje eliminiraju starenje, omogućuju besmrtnost i uvelike poboljšavaju ljudske intelektualne, fizičke i psihološke kapacitete, kako bi se postigla " posthumanska budućnost ".
6. Preuzimanje AI -a: varijanta transhumanizma u kojoj ljudi neće biti poboljšani, već će ih na kraju zamijeniti umjetna inteligencija. Neki filozofi, uključujući Nicka Landa, promiču stajalište da bi ljudi trebali prihvatiti i prihvatiti njihovu konačnu smrt.[9] To je povezano s gledištem o " kozmizmu ", koji podržava izgradnju jake umjetne inteligencije čak i ako to može dovesti do kraja čovječanstva, jer bi po njihovom mišljenju "bila kozmička tragedija ako čovječanstvo zamrzne evoluciju na maloj ljudskoj razini" .[10][11][12]
7. Dobrovoljno ljudsko izumiranje, koji traži "postljudsku budućnost" koja je u ovom slučaju budućnost bez ljudi.[13]

## Filozofski posthumanizam
Filozof Ted Schatzki predlaže da postoje dvije varijante posthumanizma filozofske vrste:
Jedan, koji on naziva 'objektivizmom', pokušava se suprotstaviti pretjeranom naglašavanju subjektivnog ili intersubjektivnog koji uništava humanizam, te naglašava ulogu neljudskih agenata, bilo da se radi o životinjama i biljkama, ili računalima ili ostalim stvarima.
Drugi daje prioritet praksama, posebno društvenim praksama, nad pojedincima (ili pojedinačnim subjektima) koji, kažu, čine pojedinca.
Potencijalno postoji i treća vrsta posthumanizma, koju je zastupao filozof Herman Dooyeweerd. Iako ga nije označio kao 'posthumanizam', napravio je opsežnu i prodornu imanentnu kritiku humanizma, a zatim konstruirao filozofiju koja nije pretpostavljala ni humanističku, ni skolastičku ni grčku misao, već je započela s drugačijim vjerskim motivom . Dooyeweerd je dao prednost pravu i smislenosti kao onome što čovječanstvu i svemu ostalom omogućuje postojanje, ponašanje, život, događanje itd. " Značenje je biće svega što je stvoreno ", napisao je Dooyeweerd, "i priroda čak i našeg sebstva." I ljudi i neljudi podjednako funkcioniraju podložni zajedničkoj 'strani zakona', koja je raznolika, sastavljena od niza različitih zakonskih sfera ili aspekata . Vremensko biće i ljudskog i neljudskog je višeaspektno; na primjer, i biljke i ljudi su tijela koja funkcioniraju u biotičkom aspektu, a i računala i ljudi djeluju u formativnom i jezičnom aspektu, ali ljudi također funkcioniraju u estetskom, pravnom, etičkom i vjerskom aspektu. Dooyeweerdianska verzija sposobna je inkorporirati i integrirati i objektivističku verziju i verziju praksi, jer omogućuje neljudskim agentima njihovo vlastito subjektivno funkcioniranje u različitim aspektima i stavlja naglasak na aspektualno funkcioniranje.

## Pojava filozofskog posthumanizma
Ihab Hassan, teoretičar akademskog studija književnosti, jednom je izjavio:
Ovakav pogled prethodi većini smjerova posthumanizma koji su se razvili tijekom kasnog 20. stoljeća u donekle različitim, ali komplementarnim, domenama mišljenja i prakse. Na primjer, Hassan je poznati znanstvenik čiji se teorijski radovi izričito bave postmodernošću u društvu . Izvan postmodernističkih studija, posthumanizam su razvili i implementirali različiti kulturni teoretičari, često kao reakcija na problematične inherentne pretpostavke unutar humanističke i prosvjetiteljske misli.
Teoretičari koji nadopunjuju i suprotstavljaju Hassana uključuju Michela Foucaulta, Judith Butler, kibernetičare kao što su Gregory Bateson, Warren McCullouch, Norbert Wiener, Bruno Latour, Cary Wolfe, Elaine Graham, N. Katherine Hayles, Benjamin H. Bratd S., Stefan Lorenz Sorgner, Evan Thompson, Francisco Varela, Humberto Maturana, Timothy Morton i Douglas Kellner. Među teoretičarima su filozofi, kao što je Robert Pepperell, koji su pisali o " posthumanom stanju ", koje se često zamjenjuje terminom "posthumanizam".
Posthumanizam se razlikuje od klasičnog humanizma time što čovječanstvo vraća na jednu od mnogih prirodnih vrsta, odbacuje sve tvrdnje utemeljene na antropocentričnoj dominaciji. Prema ovoj tvrdnji, ljudi nemaju inherentna prava uništavati prirodu ili se postavljati iznad nje u etičkim razmatranjima a priori . Ljudsko znanje je također svedeno na manje kontrolirajući položaj, koji se prije smatrao odlučujućim aspektom svijeta. Ljudska prava postoje u nizu s pravima životinja i postljudskim pravima. Priznaju se ograničenja i pogrešivost ljudske inteligencije, iako to ne podrazumijeva napuštanje racionalne tradicije humanizma .
Zagovornici posthumanog diskursa sugeriraju da su inovativni napretci i nove tehnologije nadišle tradicionalni model čovjeka, kako je to između ostalih predložio Descartes koji je povezan s filozofijom razdoblja prosvjetiteljstva . Za razliku od humanizma, diskurs posthumanizma nastoji redefinirati granice koje okružuju moderno filozofsko razumijevanje čovjeka. Posthumanizam predstavlja evoluciju mišljenja izvan suvremenih društvenih granica i temelji se na traženju istine u postmodernom kontekstu. Čineći to, odbacuje prijašnje pokušaje uspostavljanja ' antropoloških univerzalija ' prožetih antropocentričnim pretpostavkama. Nedavno su kritičari nastojali opisati pojavu posthumanizma kao kritični trenutak u modernosti, argumentirajući podrijetlo ključnih posthumanističkih ideja u modernoj fikciji, u Nietzscheu, ili kao modernistički odgovor na krizu povijesnosti.
Iako je Nietzscheova filozofija okarakterizirana kao posthumanistička, filozof Michel Foucault smjestio je posthumanizam u kontekst koji razlikuje humanizam od prosvjetiteljske misli. Prema Foucaultu, njih dvoje su postojali u stanju napetosti: dok je humanizam nastojao uspostaviti norme, dok je prosvjetiteljska misao pokušavala transcendirati sve što je materijalno, uključujući granice koje je konstruirala humanistička misao. Oslanjajući se na izazove prosvjetiteljstva granicama humanizma, posthumanizam odbacuje različite pretpostavke ljudskih dogmi (antropoloških, političkih, znanstvenih) i poduzima sljedeći korak pokušavajući promijeniti prirodu mišljenja o tome što znači biti čovjek. To zahtijeva ne samo decentriranje čovjeka u više diskursa (evolucijski, ekološki, tehnološki) nego i ispitivanje tih diskursa kako bi se otkrili inherentni humanistički, antropocentrični, normativni pojmovi ljudskosti i koncepta čovjeka.

## Suvremeni posthumani diskurs
Posthumanistički diskurs ima za cilj otvoriti prostore za ispitivanje što znači biti čovjek i kritički preispitati koncept "ljudskog" u svjetlu trenutnih kulturnih i povijesnih konteksta. U svojoj knjizi How We Became Posthuman, N. Katherine Hayles, piše o borbi između različitih verzija postljudi dok se ono neprestano razvija zajedno s inteligentnim strojevima. Takva koevolucija, prema nekim strujama posthumanog diskursa, omogućuje da se njihova subjektivna shvaćanja stvarnih iskustava prošire izvan granica utjelovljene egzistencije. Prema Haylesovom gledištu o posthumanizmu, koji se često naziva tehnološkim posthumanizmom, vizualna percepcija i digitalne reprezentacije tako paradoksalno postaju sve istaknutiji. Čak i kada netko nastoji proširiti znanje dekonstruiranjem percipiranih granica, te iste granice čine stjecanje znanja mogućim. Smatra se da korištenje tehnologije u suvremenom društvu komplicira ovaj odnos.
Hayles raspravlja o prijevodu ljudskih tijela u informaciju (kao što je predložio Hans Moravec ) kako bi rasvijetlio kako su granice naše utjelovljene stvarnosti ugrožene u današnjem dobu i kako uske definicije ljudskosti više ne vrijede. Zbog toga, prema Haylesu, posthumanizam karakterizira gubitak subjektivnosti temeljene na tjelesnim granicama. Ovaj dio posthumanizma, uključujući promjenu pojma subjektivnosti i narušavanje ideja o tome što znači biti čovjek, često se povezuje s konceptom kiborga Donne Haraway . Međutim, Haraway se udaljila od posthumanističkog diskursa zbog toga što drugi teoretičari koriste taj izraz za promicanje utopijskih pogleda na tehnološke inovacije kako bi proširili ljudski biološki kapacitet (iako bi ti pojmovi ispravnije spadali u područje transhumanizma ).
Iako je posthumanizam široka i složena ideologija, ima relevantne implikacije danas i za budućnost. Pokušava redefinirati društvene strukture bez inherentnog ljudskog ili čak biološkog podrijetla, već radije u smislu društvenih i psiholoških sustava u kojima bi svijest i komunikacija potencijalno mogli postojati kao jedinstveni bestjelesni entiteti. Potom se pojavljuju pitanja u vezi s trenutačnom upotrebom i budućnošću tehnologije u oblikovanju ljudske egzistencije, kao i nova pitanja vezana uz jezik, simbolizam, subjektivnost, fenomenologiju, etiku, pravdu i kreativnost .

## Odnos s transhumanizmom
Sociolog James Hughes komentira da postoji znatna zbrka između ta dva pojma. U uvodu svoje knjige o post- i transhumanizmu, Robert Ranisch i Stefan Sorgner govore o izvoru ove zbrke, navodeći da se posthumanizam često koristi kao krovni pojam koji uključuje i transhumanizam i kritički posthumanizam.
Iako se obje teme odnose na budućnost čovječanstva, razlikuju se u pogledu na antropocentrizam . Pramod Nayar, autor Posthumanizma, navodi da posthumanizam ima dvije glavne grane: ontološku i kritičku. Ontološki posthumanizam je sinonim za transhumanizam. Predmet se smatra “intenziviranjem humanizma”. Transhumanistička misao sugerira da ljudi još nisu post-ljudi, ali da je ljudsko poboljšanje, često kroz tehnološki napredak i primjenu, prolazak postajanja postljudi. Transhumanizam zadržava fokus humanizma na Homo sapiensu kao središtu svijeta, ali također smatra tehnologiju integralnom pomoći ljudskom napretku. Kritički posthumanizam, međutim, suprotstavlja se tim stavovima. Kritički posthumanizam “odbacuje i ljudsku izuzetnost (ideju da su ljudi jedinstvena stvorenja) i ljudski instrumentalizam (da ljudi imaju pravo kontrolirati prirodni svijet)”. Ova suprotna gledišta o važnosti ljudskih bića glavne su razlike između ta dva subjekta.
Transhumanizam je također više ukorijenjen u popularnoj kulturi nego u kritičkom posthumanizmu, posebno u znanstvenoj fantastici. Pramod Nayar ovaj izraz naziva "pop posthumanizmom kina i pop kulture".

## Kritika
Neki kritičari tvrde da svi oblici posthumanizma, uključujući transhumanizam, imaju više zajedničkog nego što njihovi zagovornici shvaćaju. Povezujući te različite pristupe, Paul James predlaže da je 'ključni politički problem to što, zapravo, pozicija omogućuje ljudskom kao kategoriji bića da teče niz utikač povijesti':
Međutim, neki posthumanisti u humanističkim znanostima i umjetnosti kritični su prema transhumanizmu (težina kritike Paula Jamesa), dijelom zato što tvrde da on uključuje i proširuje mnoge vrijednosti prosvjetiteljskog humanizma i klasičnog liberalizma, naime scijentizma, prema filozof performansa Shannon Bell :
Dok mnogi moderni vođe prihvaćaju prirodu ideologija opisanih posthumanizmom, neki su skeptičniji i kritični prema tom pojmu. Donna Haraway, autorica <i id="mwATM">Manifesta kiborga</i>, otvoreno je odbacila taj pojam, iako priznaje filozofsku usklađenost s posthumanizmom. Haraway se umjesto toga odlučuje za termin vrste pratioca, koji se odnosi na neljudske entitete s kojima ljudi koegzistiraju.
Pitanja o rasnim problemima, tvrde neki, su izostavljena unutar "zaokreta" posthumanizmu. Napominjući da su pojmovi "post" i "ljudi" već napunjeni rasnim značenjem, kritička teoretičarka Zakiyyah Iman Jackson tvrdi da poriv za pomicanjem "izvan" ljudskog unutar posthumanizma prečesto zanemaruje "prakse čovječanstva i kritike koje proizvode crnci",  uključujući Frantza Fanona i Aimea Cesairea do Hortense Spillers i Freda Motena.  Preispitujući konceptualne osnove u kojima se takav način "s one strane" čini čitljivim i održivim, Jackson tvrdi da je važno primijetiti da "crnilo uvjetuje i čini vrlo neljudski poremećaj" na koji posthumanisti pozivaju.  Drugim riječima, s obzirom na to da rasa općenito i crnilo posebno čine same pojmove kroz koje se prave razlike između ljudi i neljudskih, na primjer u trajnom nasljeđu znanstvenog rasizma, gesta prema „s onu stranu“ zapravo nas „vraća u eurocentrični transcendentalizam koji je dugo bio osporavan”.  Posthumanistička znanost, zbog karakterističnih retoričkih tehnika, također je često podvrgnuta istim kritikama koje su obično bile upućene postmodernističkoj znanosti 1980-ih i 1990-ih.